# Yemenaltica scorteccii
Yemenaltica scorteccii es una especie de insecto coleóptero de la familia Chrysomelidae. Fue descrita científicamente en 1985 por Scherer.